# Вурмансквик
Вурмансквик (њем. Wurmannsquick) град је у њемачкој савезној држави Баварска. Једно је од 31 општинског средишта округа Ротал-Ин. Према процјени из 2010. у граду је живјело 3.688 становника. Посједује регионалну шифру (AGS) 9277153.

## Географски и демографски подаци
Вурмансквик се налази у савезној држави Баварска у округу Ротал-Ин. Град се налази на надморској висини од 500 метара. Површина општине износи 49,2 km². У самом граду је, према процјени из 2010. године, живјело 3.688 становника. Просјечна густина становништва износи 75 становника/km².